# 사상류군
위상수학에서 사상류군(寫像類群, 영어: mapping class group)은 어떤 위상 공간의 자기 위상 동형들의  호모토피류들로 구성된 군이다.

## 정의
위상 공간 {\displaystyle X}가 주어졌다고 하자. 그렇다면, 위상 동형 사상 {\displaystyle X\to X}들의 집합은 함수의 합성에 대하여 군을 이루며, 이 위에 콤팩트-열린집합 위상을 부여하면 이는 위상군 {\displaystyle \operatorname {Homeo} (X)}을 이룬다. 항등원을 포함하는 연결 성분은 그 정규 부분군 {\displaystyle \operatorname {Homeo} _{0}(X)}를 이룬다. 이에 따라, 짧은 완전열
{\displaystyle 1\to \operatorname {Homeo} _{0}(X)\to \operatorname {Homeo} (X)\to \operatorname {MCG} (X)\to 1}
이 존재한다. 이 몫군
{\displaystyle \operatorname {MCG} (X)={\frac {\operatorname {Homeo} (X)}{\operatorname {Homeo} _{0}(X)}}}
을 {\displaystyle M}의 사상류군이라고 하며, 그 원소를 사상류라고 한다.

### 방향 보존 사상류군
만약 {\displaystyle X}가 가향 다양체라고 할 때, 방향을 보존하는 위상 동형 사상들의 부분군
{\displaystyle \operatorname {Homeo} ^{+}(X)\subseteq \operatorname {Homeo} (X)}
이 존재한다. 이에 따라, 마찬가지로 사상류군의 부분군
{\displaystyle {\frac {\operatorname {Homeo} ^{+}(X)}{\operatorname {Homeo} _{0}(X)}}=\operatorname {MCG} ^{+}(X)\subseteq \operatorname {MCG} (X)}
을 정의할 수 있으며, 이를 방향 보존 사상류군(영어: orientation-preserving mapping class group)이라고 한다.

### 토렐리 군
특이 호몰로지의 함자성에 따라, 사상류 {\displaystyle [f]\in \operatorname {MCG} (X)}는 호몰로지 군 위에 작용한다.
{\displaystyle [f]\colon \operatorname {H} _{\bullet }(X)\to \operatorname {H} _{\bullet }(X)}
이 작용이 자명한 사상류, 즉 모든 호몰로지류를 보존하는 사상류들로 구성된 부분군을 토렐리 군(영어: Torelli group) {\displaystyle \operatorname {Tor} (X)\subseteq \operatorname {MCG} (X)}이라고 한다.

## 성질
닐센-서스턴 분류에 따르면, 임의의 콤팩트 연결 리만 곡면 {\displaystyle \Sigma }의 방향 사상류 {\displaystyle g\in \operatorname {MCG} ^{+}(\Sigma )}에 대하여, 다음 세 조건 가운데 하나 이상이 성립한다.
- 유한 차수이다. 즉, {\displaystyle g^{n}=1}인 양의 정수 {\displaystyle n\in \mathbb {Z} ^{+}}가 존재한다.
- {\displaystyle g}의 작용에 의하여 보존되는 서로소 폐곡선들이 존재한다.
- 유사 아노소프 사상(영어: pseudo-Anosov map)이다.

덴-닐센-베르 정리(영어: Dehn–Nielsen–Baer theorem)에 따르면, 임의의 콤팩트 연결 리만 곡면 {\displaystyle \Sigma }에 대하여, 다음 두 군이 서로 표준적으로 동형이다.
{\displaystyle \operatorname {MCG} (\Sigma )\cong \operatorname {Out} (\pi _{1}(\Sigma ))}
여기서 {\displaystyle \pi _{1}(-)}은 기본군이며, {\displaystyle \operatorname {Out} (-)}은 어떤 군의 외부자기동형군이다.

## 예

### 이산 공간
이산 공간 {\displaystyle X} 위의 자기 위상 동형은 순열 {\displaystyle X\to X}과 같으며, 그 위의 콤팩트-열린집합 위상 역시 이산 공간이다. 즉, {\displaystyle X}의 사상류군은 대칭군과 같다.
{\displaystyle \operatorname {MCG} (X)=\operatorname {MCG} ^{+}(X)=\operatorname {Sym} (X)}
이 경우, (0차) 특이 호몰로지는
{\displaystyle \operatorname {H} _{0}(X)=\mathbb {Z} ^{\oplus |X|}}
이며, 이에 따라 토렐리 군은 자명군이다.
{\displaystyle \operatorname {Tor} (X)=1}

### 구
구 {\displaystyle \mathbb {S} ^{2}}의 경우,
{\displaystyle \operatorname {MCG} (\mathbb {S} ^{2})=\mathbb {Z} /2}
{\displaystyle \operatorname {MCG} ^{+}(\mathbb {S} ^{2})=1}
이다. 특히, 토렐리 군은 자명군이다.

## 역사
닐센-서스턴 정리는 야코브 닐센(덴마크어: Jakob Nielsen)과 윌리엄 서스턴이 증명하였다. 덴-닐센-베르 정리는 막스 덴과 야코브 닐센과 라인홀트 베르(독일어: Reinhold Baer)가 증명하였다.

## 같이 보기
- 꼬임군 (위상수학)
- 호모토피 군